# Euphausia sanzoi
Euphausia sanzoi is een krillsoort uit de familie van de Euphausiidae. De wetenschappelijke naam van de soort is voor het eerst geldig gepubliceerd in 1934 door Torelli.